# San Gabriel (Kalifornia)
San Gabriel – miasto w hrabstwie Los Angeles, w Kalifornii. Liczba mieszkańców wynosi ok. 40 tys. (2004).

## Urodzeni w mieście
- Susan Atkins (1948-2009) - znana morderczyni
- Billy Laughlin (1932–1948) - aktor
- Bill Mumy (* 1954) - aktor i muzyk
- George S. Patton (1885–1945) - generał
- Guy Rose (1867–1925) - malarz
- Tex Schramm (1920–2003) - dziennikarz